# Marko Kornelije Fronton
Marko Kornelije Fronton (Marcus Cornelius Fronto, cca. 100 - 170) bio je rimski gramatičar, retoričar i pravnik. Bio je rodom iz Cirte, glavnog grada tadašnje rimske Numidije te je sebe opisivao kao potomka tamošnjih nomada. Iz Cirte je došao u Rim gdje se obrazovao, te započeo uspješnu pravničku karijeru koja mu je donijela veliku bogatstvo. Njegova oratorska vještina je privukla pažnju Antonina Pija koji ga je angažirao kao tutora svojim sinovima Marku Aureliju i Luciju Veru. Godine 142. je dva mjeseca služio kao zamjenski (suffect) konzul. Ponudu da preuzme mjesto prokonzula Azije je odbio zbog lošeg zdravlja. Posljednje godine života su mu bile obilježene žalovanjem za djecom koju je svu, osim jedne kćerke, nadživio. U njegovo vrijeme je veliki broj rimskih pravnika oponošao njegov stil te su postali poznati kao frontoniani.
Njegova djela su uglavnom sačuvana u fragmentima, ali su zato ostala njegova pisma, uključujući i ona upućena caru i njegovim sinovima.

## Vanjske poveznice
- Loeb edition vol. 1
- Loeb edition vol. 2
- M. Cornelius Fronto: Epistulae (Latin text)
- The correspondence of Marcus Cornelius Fronto. Edited and translated by C. R. Haines (1919). Volume 1, Volume 2, at the Internet Archive.